# Onkogen
Onkogén je gen, ki lahko sproži nastanek rakave celice. Pogosto so onkogeni mutirani protoonkogeni (normalni geni, ki so vključeni v nadzor celične rasti in delitve ter se z mutacijo lahko spremeni v onkogen). Kadar tak gen prinese v celico virus, se imenuje virusni onkogen.

## Mehanizem onkogeneze
Protonkogeni so normalni celični geni, ki nosijo zapis za beljakovine, ki so udeleženi pri razmnoževanju, rasti, preživetju in diferenciaciji celic ali pri preprečevanju celične smrti. Večina celic je podvržena razvoju in programirani celični smrti – apoptozi. Če se aktivirajo onkogeni, lahko namesto do celične smrti pride do proliferacije celic (njihove nadaljnje rasti in razmnoževanja). Od l. 1970 so odkrili več deset onkogenov, ki sodelujejo pri nastanku raka. Pomembno je  dejstvo, da se mutacija onkogenov po navadi izrazi dominantno – dovolj je, da je prizadet samo en od dveh parnih kromosomov, da pride do onkogene transformacije.

## Zgodovina
Onkogene so najprej odkrili pri različnih retrovirusih ter jih prepoznali kot povzročitelje rakavih obolenj pri številnih živalih. V 70-ih letih dvajsetega stoletja sta mikrobiologa John Michael Bishop in Harold Varmus raziskovala teorijo, da zdrave človeške celice, ki so okužene z virusnimi onkogeni, postanejo rakave, če se sproži aktivnost onkogena. Pri tem pa sta pokazala, da večina onkogenov izvira iz normalnih človeških genov, onkogenov, in niso posledica virusne okužbe z njimi.